# Rein Jonker

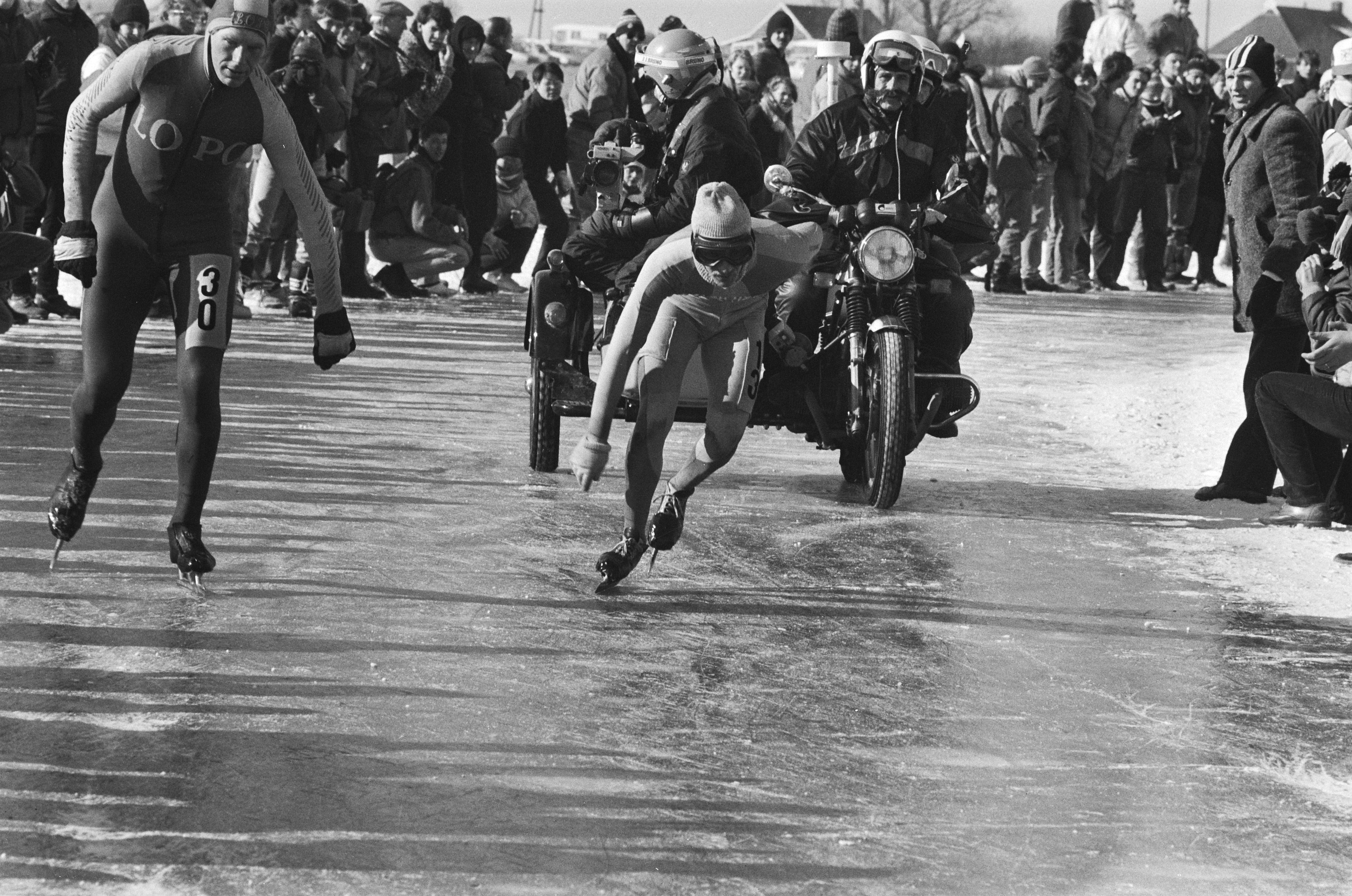
Rein Jonker (nr. 30) tijdens de Elfstedentocht van 1986.

Rein Jonker (10 september 1950) is een voormalig marathonschaatser uit Wytgaard, Friesland.

## Biografie
Jonker gold in de jaren 80 als grote kanshebber op het winnen van de Elfstedentocht. Sinds 1963 was er echter geen tocht meer verreden. Toen velen in de koude winter van 1985 opnieuw de hoop op een Elfstedentocht opgaven, reisde Jonker op 18 februari 1985 samen met 200 andere schaatsers naar Polen om daar de alternatieve Elfstedentocht te rijden. Dezelfde avond werd door Jan Sipkema aangekondigd dat de Elfstedentocht toch zou worden verreden. Omdat de bussen intussen in het nog communistische Polen aangekomen waren was het in eerste instantie moeilijk om de schaatsers daar op de hoogte te krijgen van het nieuws en in tweede instantie om de buschauffeurs zo ver te krijgen om rechtsomkeert te maken. Uiteindelijk ging er één bus terug met alle schaatsers die de echte Elfstedentocht wilden rijden. Ondanks de matige voorbereiding en vermoeidheid vanwege de busreis werd Jonker 15e in de Elfstedentocht van 1985. Over het verhaal van de bus naar Polen maakte het programma Andere Tijden in januari 2011 een documentaire.
Zijn hoop op een tweede kans werd het jaar erop al bewaarheid toen op 26 februari 1986 de Elfstedentocht van 1986 werd verreden. Op zo'n 30 km voor de finish reed Jonker weg uit de kopgroep van dat moment, en kwam samen met de uiteindelijke winnaar Evert van Benthem aan kop. Vlak voor Dokkum kwam Jonker echter ten val, waarna de cameramotor van de NOS over hem heen reed. Hij kon Van Benthem weer bijhalen, waarna ze vele kilometers als duo op kop schaatsten. Moegestreden moest hij met nog ca. 7 km te gaan Van Benthem vlak voor Oudkerk toch laten gaan. Jonker finishte uiteindelijk als tweede. 
Bij het Nederlandse kampioenschappen marathonschaatsen op kunstijs won Jonker bij de veteranen in 1993, 1998 en 2000.